# Agro-Chemical FC
L'Agro-Chemical FC és un club de futbol kenyà de la ciutat de Muhoroni. Juga al Campionat de Kenya de Futbol, el més important del país. Juga els seus partits al Muhoroni Stadium.
L'any 2005 assolí l'ascens a la Kenyan Premier League. Al final del 2009 descendí a la FKL Nationwide League.